# Jacob Johan Hastfer

Jacob Johan Hastfer, oljemålning från 1690 av David Klöcker Ehrenstrahl. Nationalmuseum, Gripsholmssamlingen.

Jacob Johan Hastfer, född 11 december 1647 i Reval (Tallinn), död 24 december 1695 i Riga, var en svensk  greve, militär  och ämbetsman.
Hastfer ingick 1666 i krigstjänst som musketerare vid ett garnisonsregemente i Riga. Han blev hovjunkare 1669-1674, fänrik vid livgardet 1671, löjtnant 1672, major vid skeppsflottan 1675, överstelöjtnant vid livgardet 1676, generalguvernör över Livland och Riga 1686, samt fältmarskalk 1 juni 1690 (42 år gammal).
År 1673 blev han kapten vid Livgardet, deltog som major i Skånska kriget 1676 och befordrades efter slaget vid Lund till överstelöjtnant vid gardet. År 1677 fick han överstes titel och blev snart därefter chef för Livgardet till fots och drabanterna till häst. Han blev 1686 generallöjtnant i infanteriet och guvernör över Livland och Riga. År 1687 utsågs han till kungligt råd  och generalguvernör i Livland, 1690 fältmarskalk och samma år kansler för universitetet i Dorpat. Hastfer erhöll 1678 friherrlig och 1687 grevlig värdighet.
Under Skånska kriget 1675-1679 utmärkte sig Hastfer i slagen vid Halmstad, Lund och Landskrona. Som generalguvernör i Livland 1687-1695 drev han med hårdhet igenom reduktionsverket i Livland, efter att inledningsvis försökt tillmötesgå den livländska adeln, som motsatte sig reduktionen. Han var en stark anhängare av enväldet under Karl XI.

## Porträttbyst och gravkor i Västra Vingåkers kyrka
En porträttbyst i marmor över generalguvernören Jacob Johan Hastfer finns i Västra Vingåkers kyrka i Södermanland. Den är huggen av Caspar Schröder 1686. Marmorbysten är det tidigaste kända verket av Caspar Schröder. Bysten har utpräglat franska drag och ansiktet är karaktärsfullt modellerat. Porträttbysten står mycket nära Schröders byst av Karl XI, som finns i Uppsala universitet och porträttreliefen över fadern, epitafiet över borgmästare Christopher Schröder, i Carl Gustafs kyrka i Karlshamn, från 1702. Marmorbysten över Hastfer var kanske Schröders första  krafttag  efter  hemkomsten från Frankrike,  hans  mästarprov,  där  han  med  ungdomlig  kraft framlade all den yrkesfärdighet som han hade lärt sig i Frankrike med François Girardon och Antoine Coysevox som höga förebilder. Kanske utförde han bysten  strax före 1686, då Hastfer blev guvernör i Riga, där han dog som generalguvernör över Livland 1695.  

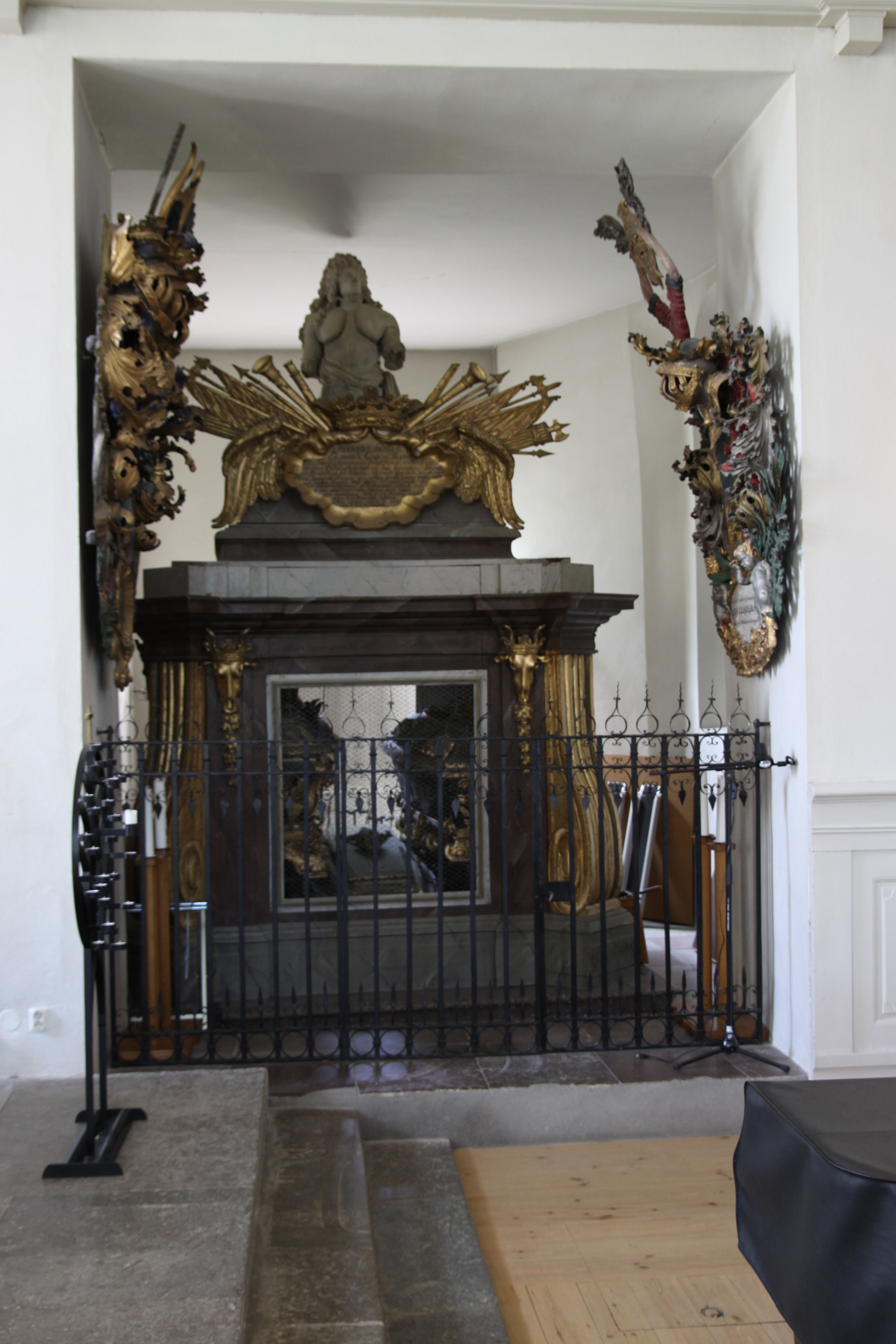
Jacob Johan Hastfers gravkor  i Västra Vingåkers kyrka med marmorbyst skulpterad av Caspar Schröder.
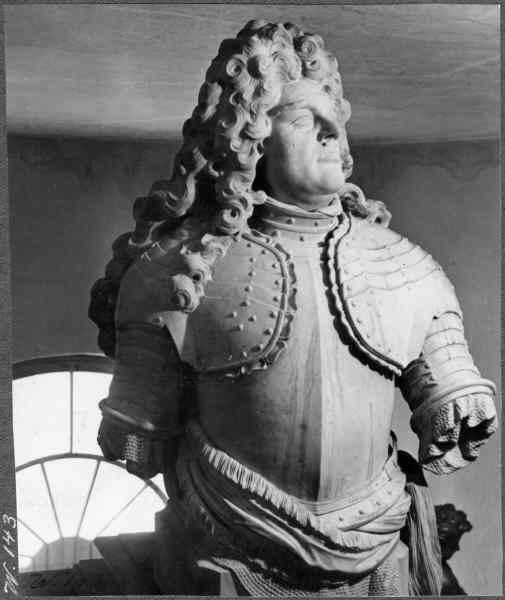
Jacob Johan Hastfers marmorbyst i gravkoret i Västra Vingåkers kyrka av bildhuggaren Caspar Schröder.
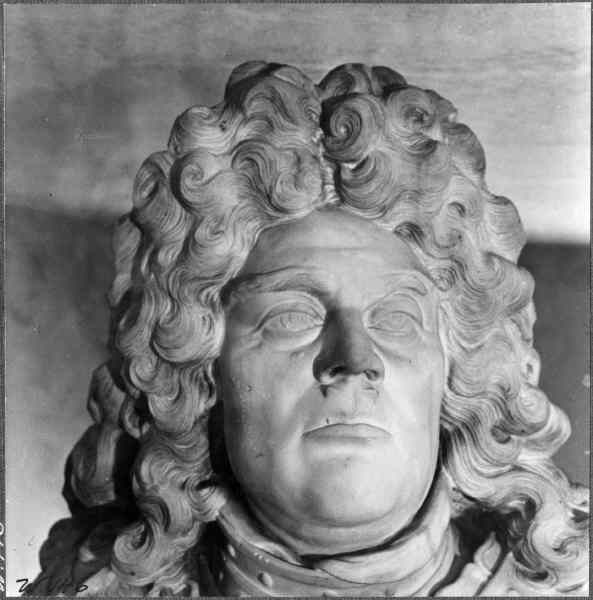
Detalj av Jakob Johan Hastfers porträttbyst i gravkoret över Jacob Johan Hastfer i Västra Vingåkers kyrka av bildhuggaren Caspar Schröder. Hastfer var generalguvernör över Livland 1687-1695.